# Windows Live Groups
 (septembre 2020).
Si vous disposez d'ouvrages ou d'articles de référence ou si vous connaissez des sites web de qualité traitant du thème abordé ici, merci de compléter l'article en donnant les références utiles à sa vérifiabilité et en les liant à la section « Notes et références ».
Windows Live Groups est un service en ligne conçu par Microsoft, partie intégrante de la branche Windows Live, permettant aux utilisateurs de créer leurs propres groupes sociaux, discussions et coordinations entre contacts.

## Description
Le service permet aux utilisateurs de fonder leurs propres communautés, similaire au système des groupes Facebook, leur permettant d'accéder à des discussions. De plus, Windows Live Groups intègre de nombreux services Windows Live à des fins collaboratifs et de partage :
- Hotmail Calendar est un calendrier permettant aux utilisateurs de suivre des dates marquants des évènements de leur communauté
- Windows Live Messenger permet aux utilisateurs (à ne pas confondre avec les « catégories » de Messenger) de garder le contact avec d'autres utilisateurs dans une liste distincte
- SkyDrive attribue aux membres du groupe 5 Go d'espace libre pour partager leurs fichiers et documents
- Windows Live Photos permet aux membres du groupe de partager leur photo avec d'autres membres
- Hotmail permet aux membres du groupe d'envoyer autant de courriels qu'ils le souhaitent
- Windows Live Office
- Windows Live Family Safety

Le créateur du groupe peut choisir un thème, un message de bienvenue et l'image qu'il souhaite utiliser. Il peut également supprimer le groupe qu'il a créé.

## Histoire
Windows Live Groups est mis en ligne le 2 décembre 2008. MSN Groups, un service similaire de Microsoft, est mis en ligne le 21 février 2009. Cependant, les contenus de MSN Groups ne pouvaient migrer dans une version de Windows Live Groups, car trop de différences entre ces deux services. Le service Windows Live Groups a été créé uniquement pour des petits groupes (amis ou familles), tandis que MSN Groups expose une grande variété de tailles parmi ses groupes. Windows Live Groups est mis à jour en "Wave 4" le 7 juin 2010.